# Hail Lucifer
Hail Lucifer – drugi album polskiego zespołu black metalowego Besatt. Wydany w 1999 roku.

## Lista utworów
Opracowano na podstawie materiału źródłowego.
1. "Intro" – 0:54
2. "Revelation" – 5:09
3. "Antichrist" – 3:41
4. "Black Banner" – 4:06
5. "My Truth" – 3:51
6. "War" – 4:59
7. "Hail Lucifer" – 5:38
8. "Mad Minds" – 5:27
9. "Outro" – 2:21

## Twórcy
Opracowano na podstawie materiału źródłowego.
- Beldaroh - gitara basowa
- Fulmineus - śpiew, perkusja
- Creon - gitara elektryczna